# Подымов, Александр Дормидонтович
Алекса́ндр Дормидо́нтович Поды́мов (1824—1909) — русский военный инженер, инженер-генерал, член Военного совета

## Биография
Родился 17 ноября 1824 года. Из дворян Подымовых Орловской губернии. В 1843 году окончил Главное инженерное училище в Санкт-Петербурге. Офицер со 2 августа 1843 года. В 1845 году окончил офицерские классы Главного инженерного училища. Военный инженер. Выпущен подпоручиком в полевые инженеры. В 1850—1853 и в 1855 годах участвовал в Кавказской войне. В 1856 году получил чин капитана, в 1861 году — подполковника.
4 июня 1861 года назначен помощником строителя Керчь-Енкальских укреплений, а 13 августа 1864 года — командиром Керченской инженерной команды. В 1865 году произведён в полковники. С 1 июля 1869 года исправляющий должность начальника инженеров Одесского военного округа, 14 января 1871 года произведён в генерал-майоры со старшинством на основании Манифеста 1762 года (впоследствии установлено с 30 августа 1875 года) и утверждён в занимаемой должности.
12 апреля 1874 года перемещён на должность начальника инженеров Киевского военного округа. Участвовал в Русско-турецкой войне 1877—1878 годов. 17 июля 1882 года назначен начальником инженеров Кавказского военного округа и оставался на этом посту более 13 лет; 15 мая 1883 года произведён вгенерал-лейтенанты.
28 ноября 1895 года Подымов был назначен членом Инженерного комитета Главного инженерного управления, а через месяц, 31 декабря — членом Военного совета и занимал эту должность в течение 10 лет. 15 мая 1896 года произведён инженер-генералы. При резком сокращении по инициативе военного министра А. Ф. Редигера числа членов Военного совета и Александровского комитета о раненых намечен им к увольнению как «очень старый и болезненный», Всемилостивейше уволен от службы 3 января 1906 года с мундиром и пенсией. Умер 8 ноября 1909 года.

## Семья
Женат. Воспитал 5 детей, в том числе двух Георгиевских кавалеров — Бориса (1866—1931) и Александра (1869—1915).

## Награды
- Орден Святой Анны 4-й степени с надписью «За храбрость» (1851)
- Орден Святой Анны 3-й степени с бантом (1852)
- Орден Святой Анны 2-й степени (1854)
- Орден Святого Станислава 2-й степени с императорской короной (1858)
- Орден Святой Анны 2-й степени с императорской короной (1860)
- Орден Святого Владимира 4-й степени с бантом за 25 лет службы в офицерских чинах (1868)
- Орден Святого Владимира 3-й степени (1869)
- Орден Святого Станислава 1-й степени (1872)
- Орден Святой Анны 1-й степени (1875)
- Орден Святого Владимира 2-й степени (1879)
- Орден Звезды Румынии 2-й степени (1879)
- Крест «За переход через Дунай»
- Орден Белого орла (1886)
- Знак отличия беспорочной службы за XL лет (1886)
- Орден Святого Александра Невского (30.08.1891)
- Бриллиантовые знаки ордена Святого Александра Невского (6.12.1899)
- Орден Святого Владимира 1-й степени (06.12.1904)